# جهانگرد اتفاقی (فیلم)
توریست اتفاقی (به انگلیسی: The Accidental Tourist) فیلمی محصول ۱۹۸۸ آمریکا است که فیلم‌نامه آن بر اساس رمانی از آن تایلر، به همین نام، توسط فرانک گالاتی و لارنس کاسدان نوشته شده‌است.